# クルー侯爵
クルー侯爵（英: Marquess of Crewe）は、かつて存在したイギリスの侯爵位。第2代ホートン男爵ロバート・クルー=ミルンズが1911年に叙されたが、彼一代で廃絶した。本項では、前身となったホートン男爵についても触れる。

## 歴史

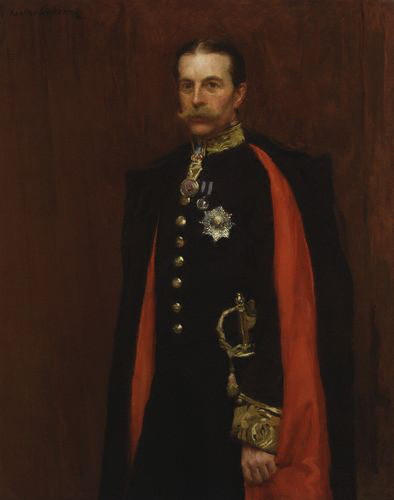
初代侯ロバート・クルー=ミルンズ

ヴィクトリア朝期の詩人にして作家リチャード・モンクトン・ミルンズ(1809-1885)は1863年に、連合王国貴族爵位のヨーク州ウェストライディングにおけるグレート・ホートンのホートン男爵(Baron Houghton, of Great Houghton in the West Riding of the County of York)に叙された。リチャードが1885年に没すると、息子のロバートが爵位を襲った。
2代男爵ロバート(1858-1945)は自由党の有力な政治家で、アイルランド総督や枢密院議長といった顕職を歴任した。
彼はアイルランド総督退任後の1895年7月17日に連合王国貴族としてチェスター王権伯領におけるクルー伯爵(Earl of Crewe, in the County Palatine of Chester)に昇叙した。彼はさらにインド相在職中の1911年7月3日にクルー侯爵(Marquess of Crewe)に陛爵するとともに、スタッフォード州におけるメイドリー伯爵(Earl of Madeley, in the County of Stafford)に叙せられた。
しかし、初代侯ロバートは息子に先立たれていたため、初代侯爵の死後、すべての爵位は廃絶した。
かつての一族の邸宅には、チェシャー州クルーに位置したクルー・ホール(Crewe Hall)や、スタッフォード州ニューキャスル近郊のメイドリー・マナー(Madeley Manor)などがあった。 

## 一覧

### ホートン男爵（1863年）
- 初代ホートン男爵リチャード・モンクトン・ミルンズ（英語版）（1809–1885）
- 第2代ホートン男爵ロバート・オフリー・アシュバートン・クルー＝ミルンズ （1858–1945）（1895年にクルー伯爵 、1911年クルー侯爵叙爵 ）

### クルー侯爵（1911年）
- 初代クルー侯爵ロバート・オフリー・アシュバートン・クルー=ミルンズ （1858-1945） 
  - リチャード・チャールズ・ローデス・ミルンズ閣下（1882–1890）
  - メイドリー伯爵リチャード・ジョージ・アーチボルド・ジョン・ルシアン・ハンガーフォード・クルー=ミルンズ（1911–1922）